# Kay Germann
Kay Germann (* 16. Juni 1966 in Hamburg) ist ein  ehemaliger deutscher Handballspieler  und -trainer. Der 1,92 Meter große Linkshänder spielte im rechten Rückraum.
Germann begann als Jugendlicher mit dem Handball beim SC Victoria Hamburg. Ab 1985 spielte der gelernte Versicherungskaufmann beim Regionalligisten TSV Ellerbek. 1991 wechselte er in die Handball-Bundesliga zum THW Kiel, mit dem er 1994 und 1995 die Deutsche Meisterschaft gewann. Für den THW erzielte er in 126 Bundesligaspielen 249 Tore, davon drei Siebenmeter.
In der Saison 1995/96 spielte Germann in der 2. Handball-Bundesliga beim VfL Fredenbeck, während er hauptberuflich als Netzwerkadministrator arbeitete. Anschließend wechselte er zum TSV Ellerbek zurück, für den er mit Unterbrechungen insgesamt über 20 Jahre aktiv war.
Von 2002 bis 2004 war er als Trainer beim TSV Ellerbek und anschließend von 2005 bis 2011 beim TuS Esingen tätig.
Germann ist verheiratet und hat vier Söhne.